# 毛綱毅曠
毛綱 毅曠（もづな きこう、本名：毛綱 一裕、1941年（昭和16年）11月14日 - 2001年（平成13年）9月2日）は、日本の建築家。日本建築学会賞作品賞など多数受賞。

## 概要
初期に毛綱モン太（もづなもんた）と名乗っていたが「毅曠」に改名。1970年代の日本の前衛建築の先鋒の観が有ったとされる。「阿弥陀から弥勒への七つのメッセージ』という九枚のパネルを発表し、世界的にも有名となった。

## 経歴
- 1941年 北海道釧路市生まれ[2]。

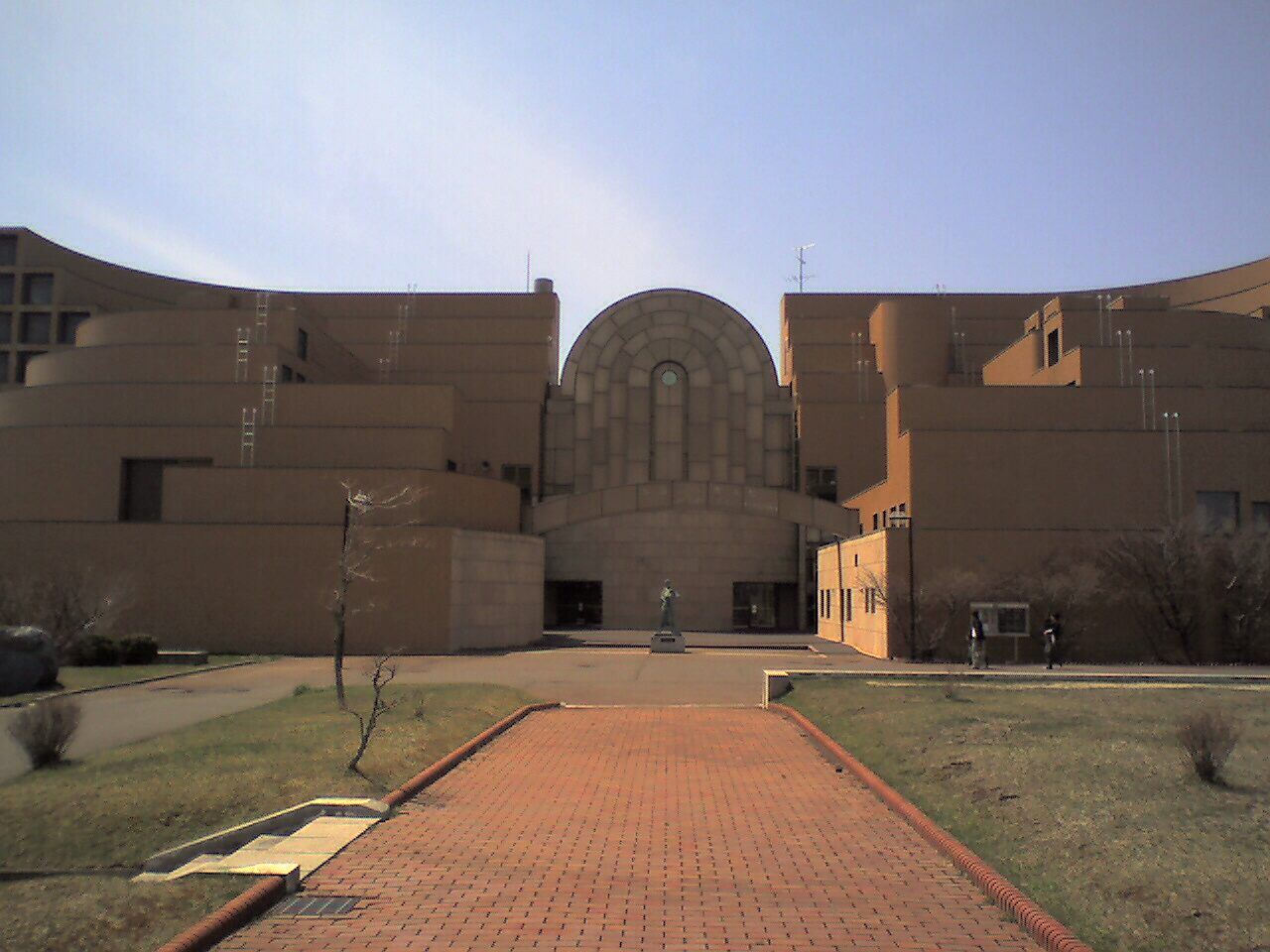
釧路市立博物館 / 1984

- 1965年 神戸大学工学部建築学科卒業、同大学向井正也の助手。
- 1978年 戸籍名を毛綱毅曠に変更。毛綱毅曠建築事務所を設立。
- 1985年 釧路市立博物館で日本建築学会賞受賞。
- 1990年 商環境デザイン賞特別賞受賞。
- 1991年 都市景観大賞受賞。
- 1992年 イギリス出版賞受賞、日本建築美術工芸賞受賞。
- 1993年 商環境デザイン賞特別賞受賞。
- 1994年 メキシコ・アグアスカリエンテス市建築賞受賞。
- 1995年 多摩美術大学美術学部建築学科教授。
- 2001年 永眠。

## 作品と設計手法
彼の設計は、「機能」というものに挑戦的であった。例えば、初期の代表作「反住器」は8m角の立方体（建築本体）のなかに4m角の立方体（部屋）が有り、その中に1.7m角の立方体（家具）が有り、三者は同形にデザインされているという。これは「反機能」を「入れ子」の概念で表現しようとしたものである。
その後の、彼は「機能」に直接挑戦するよりも、形而上の概念を建築にあてはめることに意欲を燃やした。「天・地・人」「乾坤」といった概念に基づき独特のデザインをした（少なくとも、本人はそう言っている）。こうした、方向性は設計に首尾一貫性を与えはしたが、彼のデザインそのものの鋭さを失った。しかし、そんな中でも「鏡の間」のような秀逸な空間を持つ傑作が生まれることがあった。1984年に完成した「釧路市湿原展望台」は、彼が「コトバ」の呪縛から離れ、純粋に造形に打ち込んだことによって開かれた新境地である。結局、形而上の概念からは建築デザインはうまく産み出せなかったと考えられている。
ただし彼の作品は、実用性、メンテナンス面で非常に難があるデザインの建築物であることも指摘されている。

## 主な作品

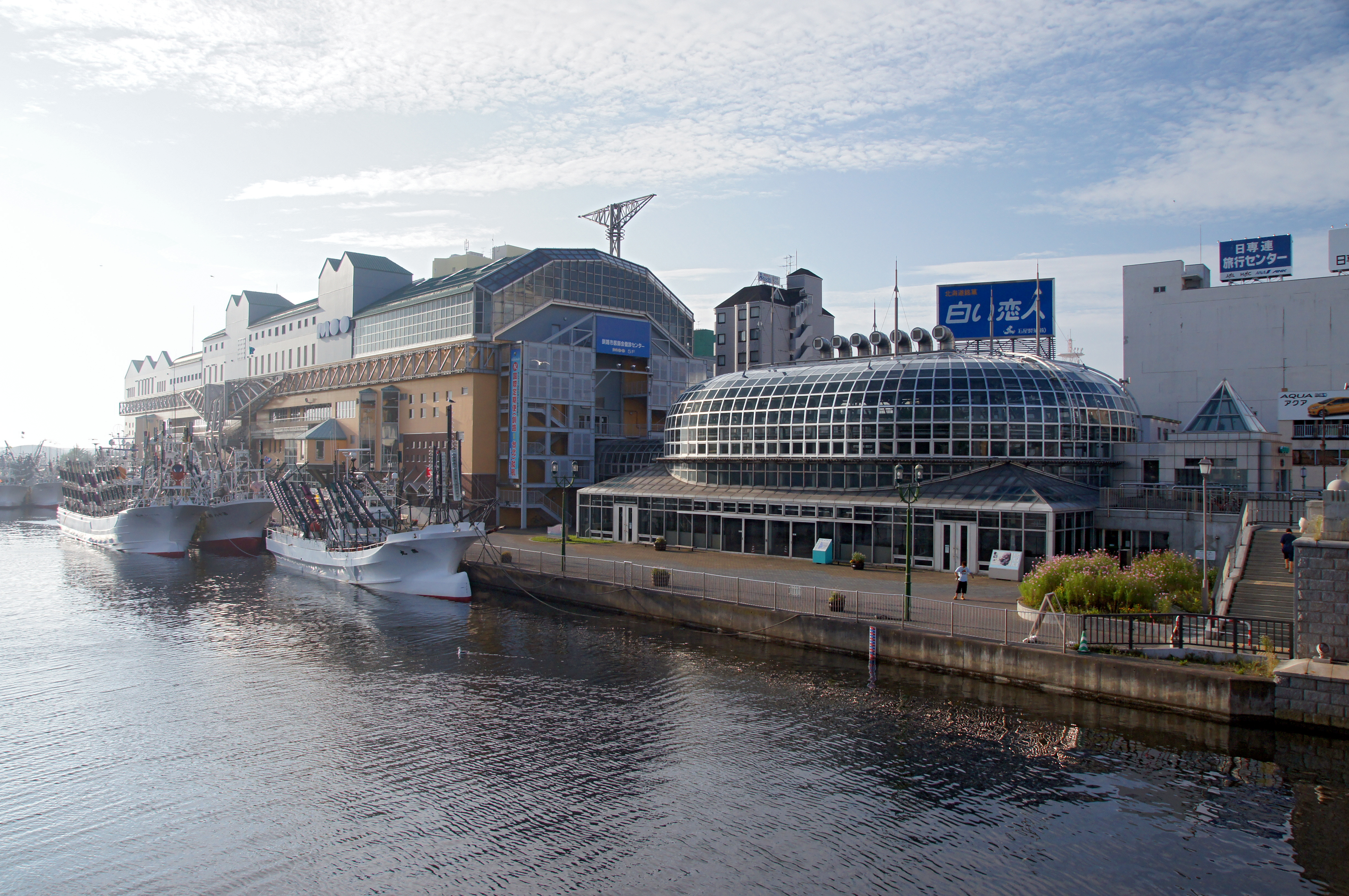
釧路フィッシャーマンズワーフMOO / EGG / 1989

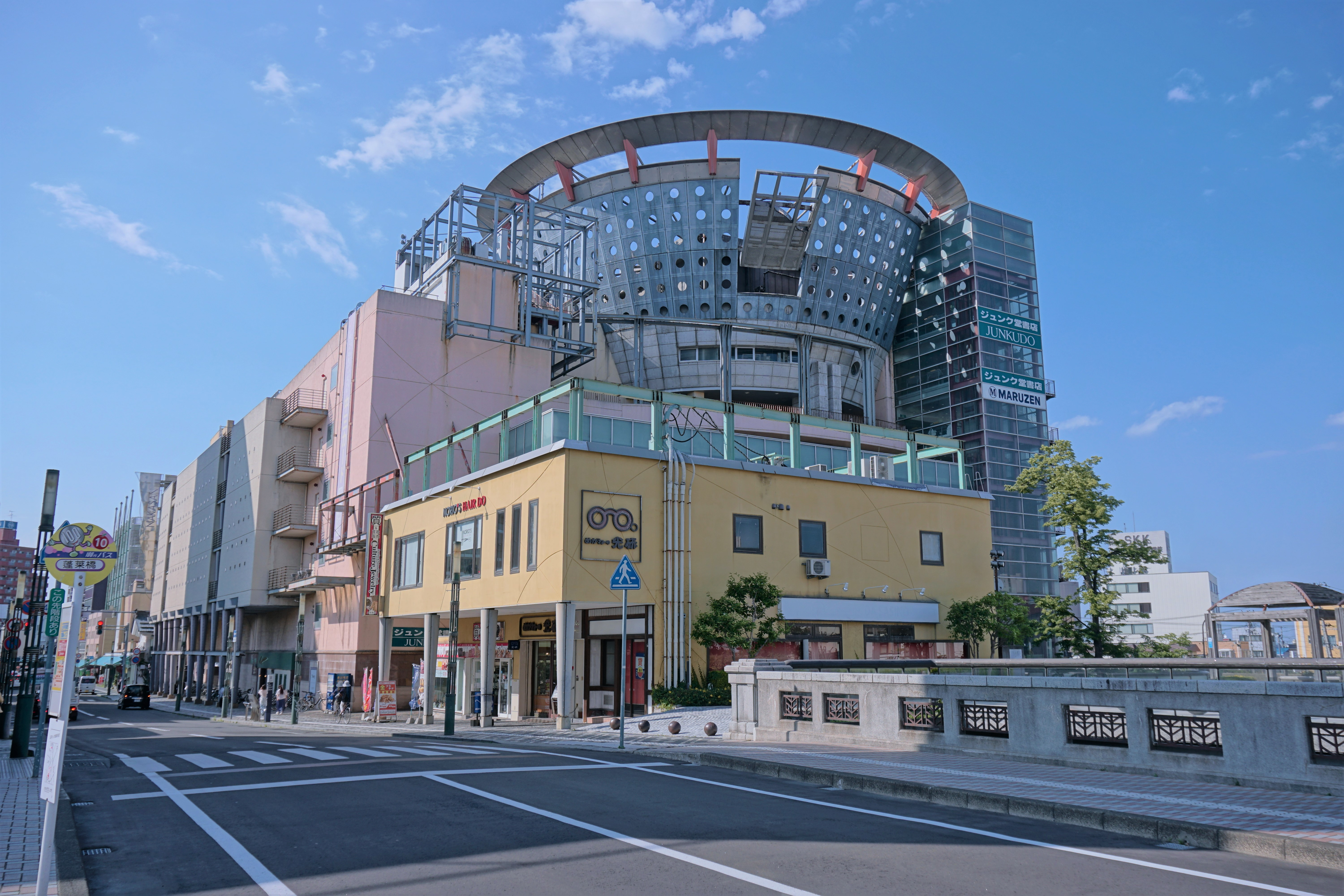
中三弘前店 / 1995

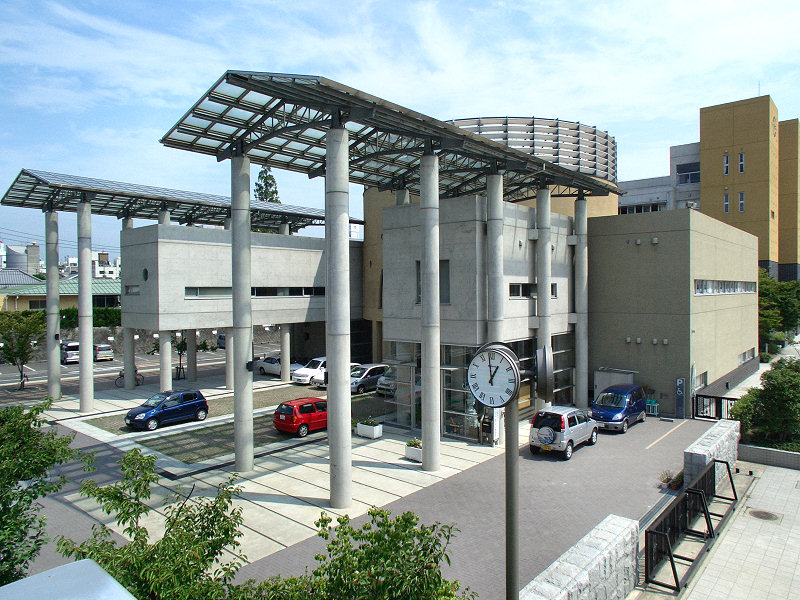
丸亀市立城乾小学校 / 1999

| 名称                                        | 年                 | 所在地             | 状態     | 備考                   |
| ------------------------------------------- | ------------------ | ------------------ | -------- | ---------------------- |
| 北国の憂鬱                                  | 1969年（昭和44年） | 北海道釧路市       |          |                        |
| 日吉台教会堂                                | 1970年（昭和45年） | 大阪府高槻市       |          |                        |
| 反住器                                      | 1972年（昭和47年） | 北海道釧路市       |          |                        |
| 「天紋」谷口邸                              | 1976年（昭和51年） | 和歌山県和歌山市   |          |                        |
| 「地紋」花園村集会所計画                    | 1976年（昭和51年） | 和歌山県かつらぎ町 | 実現せず |                        |
| 「人紋」寺田邸                              | 1976年（昭和51年） | 京都府京都市       |          |                        |
| 禅寺                                        | 1979年（昭和54年） | 東京都世田谷区     |          |                        |
| 間の間 - 八谷邸                             | 1980年（昭和55年） | 広島県庄原市       |          |                        |
| 鏡の間 - 代居邸                             | 1980年（昭和55年） | 埼玉県新座市       | 現存せず |                        |
| 陰陽の間                                    | 1980年（昭和55年） | 北海道釧路市       | 現存せず |                        |
| 幣の間 弟子屈町屈斜路コタンアイヌ民俗資料館 | 1982年（昭和57年） | 北海道弟子屈町     |          |                        |
| 釧路市湿原展望資料館                        | 1984年（昭和59年） | 北海道釧路市       |          |                        |
| 釧路市立博物館                              | 1984年（昭和59年） | 北海道釧路市       |          | 日本建築学会賞作品賞   |
| まる中本社ビル                              | 1984年（昭和59年） | 滋賀県長浜市       | 現存せず |                        |
| 釧路市立東中学校                            | 1986年（昭和61年） | 北海道釧路市       |          | 現・釧路市立幣舞中学校 |
| 釧路キャッスルホテル                        | 1987年（昭和62年） | 北海道釧路市       |          |                        |
| CUTビル                                     | 1987年（昭和62年） | 岐阜県岐阜市       |          |                        |
| 若美町立鵜木小学校                          | 1988年（昭和63年） | 秋田県若美町       |          |                        |
| 釧路フィッシャーマンズワーフMOO / EGG       | 1989年（平成元年） | 北海道釧路市       |          |                        |
| アンフォルメル中川村美術館                  | 1989年（平成元年） | 長野県中川村       |          |                        |
| 北海道釧路湖陵高等学校                      | 1990年（平成2年）  | 北海道釧路市       |          |                        |
| 能登門前ファミリーイン ビューサンセット     | 1991年（平成3年）  | 石川県輪島市       |          |                        |
| 石川県能登島ガラス美術館                    | 1991年（平成3年）  | 石川県能登島町     |          |                        |
| 下川町ふるさと交流館                        | 1991年（平成3年）  | 北海道下川町       |          |                        |
| にしわき経緯度地球科学館                    | 1992年（平成4年）  | 兵庫県西脇市       |          |                        |
| オプスおぐに                                | 1993年（平成5年）  | 新潟県長岡市       |          | 現・紙の美術博物館     |
| 武生ナイフビレッジ                          | 1993年（平成5年）  | 福井県武生町       |          |                        |
| 玉名市立歴史博物館                          | 1994年（平成6年）  | 熊本県玉名市       |          |                        |
| 中三弘前店                                  | 1995年（平成7年）  | 青森県弘前市       |          |                        |
| 北海道立釧路湖陵高等学校同窓会館            | 1997年（平成9年）  | 北海道釧路市       |          |                        |
| くびき駅（北越急行ほくほく線）              | 1997年（平成9年）  | 新潟県上越市       |          |                        |
| 黄金崎クリスタルパーク                      | 1997年（平成9年）  | 静岡県西伊豆町     |          |                        |
| 銀座長州屋ビル                              | 1998年（平成10年） | 東京都中央区       |          |                        |
| 青森中央学院大学本部棟                      | 1998年（平成10年） | 青森県青森市       |          |                        |
| NTT DoCoMo 釧路ビル                         | 1998年（平成10年） | 北海道釧路市       |          |                        |
| スパティオ小淵沢                            | 1998年（平成10年） | 山梨県小淵沢町     |          |                        |
| 丸亀市立城乾小学校                          | 1999年（平成11年） | 香川県丸亀市       |          |                        |
| ふくしま医院                                | 2000年（平成12年） | 北海道釧路市       |          |                        |
| 白糠町立茶路小中学校                        | 2002年（平成14年） | 北海道白糠町       |          |                        |

## 著書
- 『建築の無限』朝日出版社、1980
- 『記憶の建築』パルコ出版局、1986
- 『都市の遺伝子』青土社、1987
- 『七福招来の建築術 造り、棲み、壊すよろこび』光文社カッパサイエンス、1988
- 『神聖空間縁起』横尾忠則画、藤塚光政写真、住まいの図書館出版局（星雲社）1989
- 『ソニァール 対談集』TOTO出版、1990
- 『石川県能登島ガラス美術館』藤塚光政写真 TOTO出版 1992.10
- 『詠み人知らずのデザイン』藤塚光政写真、TOTO出版 1993
- 『ガイア・インターネット 風水伝奇』伊藤亜弥共著、時事通信社 1996

## 出演
- TBS『いのちの響』